# Побег (фильм, 1914)
«Побег» (англ. The Escape) — американский драматический фильм Дэвида Уорка Гриффита.

## Сюжет
Фильм сравнивает спаривание животных с тем, как люди выбирают себе вторую половинку.

## В ролях
| Актёр         | Роль         |
| ------------- | ------------ |
| Дональд Крисп |              |
| Ф.А. Тернер   | Джим Джойс   |
| Роберт Херрон | Ларри Джойс  |
| Бланш Свит    | Мэй Джойс    |
| Мэй Марш      | Дженни Джойс |
| Оуэн Мур      |              |
| Ральф Льюис   | сенатор      |
| Таммани Янг   |              |
| Фэй Тинчер    |              |
| Уолтер Лонг   |              |